# Arianta stenzii
Arianta stenzii е вид охлюв от семейство Helicidae. Видът е почти застрашен от изчезване.

## Разпространение и местообитание
Разпространен е в Австрия и Италия.
Обитава гористи местности, склонове, ливади, пасища и храсталаци. Среща се на надморска височина от 514 до 1175,9 m.

## Описание
Популацията на вида е стабилна.